# Кабатчено
 Кабатчено  — деревня в Пижанском муниципальном округе Кировской области.

## География
Расположена на расстоянии примерно 19 км по прямой на юг-юго-запад от райцентра поселка Пижанка.

## История
Известна с 1891 года, в 1905 здесь (починок Кабатчана) отмечено дворов 14 и жителей 75, в 1926 (деревня Кабатчане или Кабатчики) 15 и 72 (все мари), в 1950 15 и 62, в 1989 39 жителей . До 2020 года входила в состав Ахмановского сельского поселения до его упразднения.

## Население
Постоянное население составляло 15 человек (мари 100%) в 2002 году, 7 в 2010.